# Ласуріаші
Ласуріаші (груз. ლასურიაში) — село в Грузії.
За даними перепису населення 2014 року в селі проживає 235 осіб.